# Salix sphenophylla
Salix sphenophylla är en videväxtart som beskrevs av A. Skvorts.. Salix sphenophylla ingår i släktet viden, och familjen videväxter. Inga underarter finns listade i Catalogue of Life.